# Chlorotettix sexvarus
Chlorotettix sexvarus är en insektsart som beskrevs av Delong 1959. Chlorotettix sexvarus ingår i släktet Chlorotettix och familjen dvärgstritar. Inga underarter finns listade i Catalogue of Life.